# Cryovulkanisme

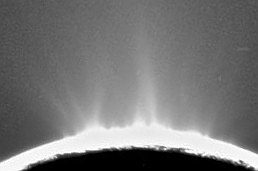
Cryovulkanisme op Enceladus, een van de manen van Saturnus.

Cryovulkanisme of ijsvulkanisme is de vorm van vulkanisme zoals deze voorkomt op sommige ijsmanen rond de Joviaanse planeten. Deze werelden bestaan niet uit gesteenten, zoals terrestrische planeten, maar in belangrijke mate uit waterijs. Het vulkanisme dat zich daar voordoet produceert dus geen magma in de vorm van vloeibaar gesteente, maar ijsmagma in de vorm van plastisch of vloeibaar gesmolten ijsmateriaal.
Op de Jupitermanen Europa en Ganymedes kan dit ijsmagma bestaan uit gewoon waterijs (eventueel met magnesium en natriumsulfaten erin opgelost). Omdat daar niet zo'n erg lage temperatuur heerst, is er relatief weinig extra energie nodig om het ijsmateriaal vloeibaar te maken.
Op de vulkanische ijsmanen rondom Saturnus (zoals Enceladus, Titan), Uranus (Ariel) en Neptunus (Triton) is het echter veel kouder en zal er waarschijnlijk niet voldoende warmte opgewekt kunnen worden om gewoon waterijs plastisch te maken. Daar zal het ijsmagma vermoedelijk eerder bestaan uit een mengsel van water en ammoniak.
Dat op Titan waarschijnlijk ijsvulkanen actief zijn, concludeerden Amerikaanse onderzoekers in 2008 op basis van foto's en metingen van de Amerikaanse planeetverkenner Cassini. Eerder waren er reeds indirecte aanwijzingen gevonden voor een dergelijk bestaan van ijsvulkanisme op Titan. Uit nieuwe metingen, die in december 2008 gepresenteerd werden op een bijeenkomst van de American Geophysical Union, kan worden afgeleid dat sommige delen van het oppervlak van deze Saturnus-maan in de loop van de tijd van helderheid veranderen, alsof er nieuw, reflecterend materiaal is neergedaald. In die heldere gebieden werd bovendien de aanwezigheid van bevroren ammoniak vastgesteld - van dit molecuul was reeds aangenomen dat het onder het Titanoppervlak voorkomt. De metingen zouden echter ook te verklaren kunnen zijn door plaatselijke veranderingen in de dampkring van Titan. 